# Skrzynno (województwo mazowieckie)
Skrzynno (dawne miasto) – wieś w Polsce, położona w województwie mazowieckim, w powiecie przysuskim, w gminie Wieniawa. Leży nad rzeką Radomką. Wieś ma status sołectwa. 
Skrzynno położone jest na ziemi sandomierskiej, która jest częścią Małopolski. Prawa miejskie w latach 1308–1870.
W latach 1975–1998 wieś położona była w województwie radomskim. 
Wieś jest siedzibą rzymskokatolickiej parafii św. Szczepana.

## Integralne części wsi
| SIMC    | Nazwa     | Rodzaj    |
| ------- | --------- | --------- |
| 0640834 | Kaukaz    | część wsi |
| 0640840 | Za Bugiem | część wsi |

## Historia
Skrzynno ok. 1120 było siedzibą kasztelanii skrzyńskiej przeniesionej ze Skrzyńska. Było wówczas własnością Łabędziów, wśród których wyróżnił się Piotr Włostowic herbu Łabędź. Za rządów Konrada Mazowieckiego księstwo łęczyckie utraciło w 1239 lub 1243 kasztelanię skrzyńską wraz z dwoma innymi kasztelaniami zapilickimi (położonymi na prawym brzegu Pilicy: żarnowską i małogoską), które na stałe przeszły do księstwa sandomierskiego. 
W XIII wieku stanowił własność biskupów poznańskich, a od 1288 do XVIII w. w większości w posiadaniu cystersów z Sulejowa, w pozostałej części — miejscowych proboszczów. Od tej pory, aż do XIX wieku, Skrzynno należało do dwóch właścicieli i posiadało dwa ratusze z oddzielnymi władzami. Funkcjonowały tutaj dwa odrębne organizmy miejskie: Skrzynno opackie, będące uposażeniem cystersów, oraz Skrzynno stanowiące uposażenie miejscowego plebana (łac. Nova Skrzin lub oppidum Skrzin circulus plebanalis). Obydwa miasta miały osobne pieczęcie. Skrzynno opackie (klasztorne) miało w pieczęci monogram S, zaś plebańskie literę S wpisaną w P. Skrzynno plebańskie z czasem zaczęło używać w pieczęci innego godła, przedstawiającego wieżę obronną z ostrym dachem i bramą bez podwoi. Budowla miała zapewne reprezentować miejscowy ratusz. Miasto lokowane przez Władysława Łokietka w 1308 na prawie niemieckim. W XVIII w. cystersi sprzedali swoją część Karolowi Szydłowskiemu, staroście uszyckiemu. Utrata praw miejskich nastąpiła w 1870.  
Podczas okupacji hitlerowskiej, w styczniu 1942 roku Niemcy utworzyli getto dla żydowskich mieszkańców. Przebywało w nim około 400 Żydów. W październiku 1942 zostali wywiezieni do gett w Opocznie i Przysusze, a stamtąd do obozu zagłady Treblinka II i tam zamordowani.  
Ze Skrzynnem związana jest postać rycerza Mszczuja ze Skrzynna wsławionego z bitwy pod Grunwaldem powaleniem samego Wielkiego Mistrza Ulricha von Jungingen. 
Parafia św. Szczepana w Skrzynnie obchodziła w 2012 roku 900-lecie istnienia.

## Burmistrzowie miasta
- 1772 Wojciech Trybulski (ur. ok. 1730)
- 1810 Józef Pszenny (ur. 1765)
- 1812 Tomasz Gałecki (ur. 1772)
- 1832 Józef Trybulski (ur. 1785)

## Urodzeni w Skrzynnie
- Antoni Ejsmond
- Józef Eismond
- Mszczuj ze Skrzynna
- Wincenty Staniszewski